# Piedmont (Carolina do Sul)
Piedmont é uma Região censo-designada localizada no estado norte-americano da Carolina do Sul, no Condado de Anderson e Condado de Greenville.

## Demografia
Segundo o censo norte-americano de 2000, a sua população era de 4684 habitantes.

## Geografia
De acordo com o United States Census Bureau tem uma área de 22,6 km², dos quais 22,2 km² cobertos por terra e 0,4 km² cobertos por água.

## Localidades na vizinhança
O diagrama seguinte representa as localidades num raio de 12 km ao redor de Piedmont.